# Tổ chức Viễn thám Tổng hợp
Tổ chức Viễn thám Tổng hợp (tiếng Ả Rập: الهيئة العامة للإستشعار عن بعد), (GORS) là cơ quan nghiên cứu vũ trụ của Syria được thành lập vào năm 1986. Có trụ sở tại Damascus, GORS chịu trách nhiệm thực hiện khảo sát hàng không vũ trụ và đất đai bằng kỹ thuật viễn thám. Năm 2018, cơ quan này đã hỗ trợ Tổ chức Lương thực và Nông nghiệp của Liên Hợp Quốc đánh giá tác động của các dự án thủy lợi đối với việc sản xuất các loại cây trồng như lúa mì và lúa mạch ở Syria.